# Changing Woman
Changing Woman es el undécimo álbum de estudio de la cantautora estadounidense Buffy Sainte-Marie. Fue publicado en enero de 1975 a través de MCA Records.

## Grabación y contenido
Las sesiones de grabación del álbum tuvieron lugar en los estudios Quadrafonic Sound, en Nashville, Tennessee. Para mediados de agosto de 1974, Cash Box anunciaría en su columna Country Roundup que Sainte-Marie “actualmente se encontraba en Nashville grabando su segundo álbum para MCA, cuyo lanzamiento está previsto para octubre”. Al igual que el álbum de estudio anterior de Sainte-Marie, Buffy (1974), Norbert Putnam se encargó de la producción del álbum. Changing Woman contenía diez canciones. Sainte-Marie escribió todas las pistas ella misma, con Ivan Lannon y Norbert Putnam como coautores de «You Take Me Away» y «Nobody Will Ever Know It's Real but You» respectivamente.

## Título e ilustración
Además de escribir canciones e interpretar, Sainte-Marie diseñó la litografía de la portada del álbum. Sainte-Marie declararía más tarde que el título del álbum se originó al ser inspirada por la hermosa poesía religiosa de sus amigos apaches y navajos.

## Recepción de la crítica
Un escritor no especificado de la revista Cash Box comentó: “La capacidad de Buffy para tomar una letra y convertirla en su vehículo personal se encuentra aquí en abundancia y parece haber añadido aún más a su sonido distintivo. Otro buen disco para Buffy”.

## Lista de canciones
Todas las canciones escritas y compuestas por Buffy Sainte-Marie, excepto donde esta anotado.
Lado uno
1. «Eagle Man/Changing Woman» – 3:09
2. «Can't You See the Way I Love You» – 3:01
3. «Love's Got to Breathe and Fly» – 2:52
4. «You Take Me Away» (Ivan Lannon, Sainte-Marie) – 3:14
5. «'Til I See You Again» – 3:09

Lado dos
1. «Mongrel Pup» – 3:20
2. «The Beauty Way» – 2:16
3. «Nobody Will Ever Know It's Real but You» (Norbert Putnam, Sainte-Marie) – 3:01
4. «All Around the World» – 3:47
5. «A Man» – 2:59

## Créditos y personal
Créditos adaptados desde las notas de álbum de Changing Woman.
Músicos
- Buffy Sainte-Marie – voz principal, guitarra acústica, guitarra, clavinet, piano
- Norbert Putnam – bajo eléctrico, guitarra eléctrica, batería, piano eléctrico, bajo acústico, percusión, guitarra eléctrica Echo-Plex, órgano, piano Steinway
- Kenny Buttrey – batería, percusión
- David Briggs – piano, piano eléctrico
- Billy Sanford – guitarra, guitarra acústica y eléctrica
- Farrell Morris – triángulo, vibráfono, percusión
- Cookie Banas – campanas orquestales,
- Jimmy Covart – guitarra, guitarra eléctrica
- Charlie McCoy – guitarra eléctrica
- Johnny Christopher – guitarra eléctrica Echo-Plex
- Steve “Teener” Krawszyn – batería

Personal técnico
- Norbert Putnam – productor
- Gene Eichelberger – ingeniero de audio
- Marty Lewis – ingeniero de audio, mezclas
- Mac Evans – masterización
- Sam Emerson – fotografía
- Anthony Loew – fotografía
- Buffy Sainte-Marie – litografía